# Hours (Pirineos Atlánticos)
Hours (Pirineos Atlánticos) es una comuna francesa de la región de Aquitania en el departamento de Pirineos Atlánticos. Esta localidad incluye a la pedanía de L'Abadie.
El topónimo Hours (Pirineos Atlánticos) fue mencionado por primera vez en el año 1385 con el nombre de Forcx.

## Demografía
| 359 | 331 | 372 | 449 | 497 | 474 | 470 | 482 | 502 | 481 | 447 | 450 | 424 | 405 | 382 | 355 | 367 | 348 | 344 | 350 | 336 | 292 | 300 | 299 | 277 | 234 | 229 | 219 | 205 | 195 | 188 | 196 | 169 | 186 |
| Para los censos de 1962 a 1999 la población legal corresponde a la población sin duplicidades (Fuente: INSEE [Consultar]) |     |     |     |     |     |     |     |     |     |     |     |     |     |     |     |     |     |     |     |     |     |     |     |     |     |     |     |     |     |     |     |     |     |